# 알로이스 (기업)
알로이스(영어: Aloys)는 대한민국의 OTT 셋톱박스 기업이다.

## 역사
2019년 10월 IBKS제9호스팩과 흡수합병하여 상장하였다.

## 논란
- 2019년 1월부터 지난 9월까지 약 5년 8개월 동안 유럽의 불법 온라인동영상서비스(OTT) 송출업체 A사에 분산서비스거부(디도스) 공격용 프로그램을 설치한 셋톱박스 약 24만대를 공급한 혐의로 대표이사와 임직원 등 5명이 검찰에 불구속 송치되었다.[4] 검찰은 알로이스의 61억 규모 재산에 대해 추징보전청구 신청하여 법원이 가압류 하였다.[5]
- 회사 주요 경영진이 주주인 성우기업에 회사돈 수백억을 대여하고 및 채무보증하여 사익 편취 논란이 일고 있다.[6]